# Bardnamn
Ett bardnamn är en pseudonym som används i Wales, Cornwall och Bretagne av poeter, författare, musiker, konstnärer och dylikt, i synnerhet de som är aktiva inom eisteddfodau. Det kymriska ordet bardd användes under medeltiden som benämning för poeter i Wales. Dessa poeter kunde antingen vara kringresande eller till höra ett adligt hushåll. Några av dessa poeter var kända under sina pseudonymer, till exempel Iolo Goch (Iolo den röde). Denna vana verkar vara mycket gammal och brukas av poeter redan under 500-talet, till exempel Taliesin och Talhaearn Tad Awen. Efter återupprättandet av den medeltida traditionen av Iolo Morganwg, blev bardnamn dock något av en inbilskhet. Bruket av bardnamn har även spridits bland bretonsk och kornisk poesi. I Cornwall kallas några av pionjärerna inom rörelsen för korniskans återupplivande ofta för sina bardnamn, till exempel ”Mordon” för Robert Morton Nance, och ”Talek” för E.G. Retallack Hooper.
Bardnamn är också användbara för att skilja mellan flera personer med samma namn, något som är vanligt förekommande i Wales. Till exempel tog John Jones sig namnet Talhaiarn efter var kom ifrån, för att skilja sig från samtida poeter med samma namn. Andra vanliga teman på bardnamn är namn som speglar ens intresse, yrke, eller familjeband. Ministern Joseph Harris (Gomer) tog sitt namn från Bibeln, där Gomer var en av Jafets söner. Hedd Wyn (kymriska: Vit fred) valde i stället ett poetiskt namn.